# 安曇野市立明南小学校
安曇野市立明南小学校（あづみのしりつめいなんしょうがっこう）は、長野県安曇野市明科中川手にある市立小学校。

## 沿革
- 昭和36年 - 中川手小学校と七貴小学校が合併して、明科町立明南小学校が発足。
- 2005年（平成17年）10月1日 - 南安曇郡豊科町・穂高町・三郷村・堀金村と東筑摩郡明科町が合併して安曇野市となったことに伴い、安曇野市立明南小学校に改称。

## 学区
- 安曇野市の明科中川手、明科光の全域と、明科七貴の南部（概ね会田川以南）[1]

## 卒業後の進路
卒業生は公立中学校に進学する場合、基本的に明科中学校へ進学する。

## 交通
- JR篠ノ井線明科駅から 約0.9km